# 人民軍隊 (越南報紙)
《人民軍隊》（越南语：／）是越南共產黨中央軍事委員會的機關報。創立於1950年，社址位於越南首都河內。在第一次印度支那戰爭期間，曾以《衛國軍》（越南语：／）的名稱刊行，後改為現稱。報紙以越南語、英語等多語言刊行，与《全民国防》并列为越南军方的一报一刊。

## 官方網站
- 人民軍隊（页面存档备份，存于）
- 人民軍隊（中文版）[永久]